# Derio
Derio és un municipi de Biscaia, a la comarca d'Uribe.

## Barris
- Aldekone
- Arteaga (Derio)
- Artebakarra
- San Migel
- Santi Mami
- Txozna auzoa

## Persones il·lustres
- Angel Garitano "Ondarru"
- Ander Garitano
- Gaizka Garitano
- Juan Luis Goikoetxea
- Mikel Goikoetxea
- Jon Ugutz Goikoetxea